# Квинт Гортензий (консул 108 года до н. э.)
Квинт Гортензий (лат. Quintus Hortensius; II век до н. э.) — римский политический деятель из плебейского рода Гортензиев, консул 108 года до н. э. Был смещён до конца срока (возможно, из-за подкупа избирателей)

## Биография
Квинт Гортензий стал консулом вместе с патрицием Сервием Сульпицием Гальбой, но вскоре осуждён (вероятно, за подкуп избирателей) и лишён должности.
Возможно, Квинт Гортензий идентичен Луцию Гортензию, упоминающемуся в ряде источников. В этом случае он служил в Азии в штабе Квинта Муция Сцеволы Авгура (видимо, в качестве префекта или легата), а позже был претором и наместником Сицилии, где проявил мягкость и справедливость при закупках зерна. В любом случае в соответствии с требованиями закона Виллия Квинт Гортензий должен был занимать пост претора не позже 111 года до н. э.
Квинт Гортензий был женат на Семпронии, дочери Гая Семпрония Тудитана, консула 129 года до н. э. Его детьми были Квинт Гортензий Гортал (консул 69 года до н. э. и выдающийся оратор), Луций Гортензий (легат во время Первой Митридатовой войны) и Гортензия, жена Марка Валерия Мессалы.